# UCI Gravel World Series
Die UCI Gravel World Series ist eine seit 2022 jährlich unter dem Dach der Union Cycliste Internationale ausgetragene Serie von Gravelrennen. Sie dient der Qualifikation für die Gravel-Weltmeisterschaften, die gleichzeitig den jährlichen Abschluss der Serie bilden. Gesponsort wird die Serie von der Trek Bicycle Corporation.

## Strecken
Für Gravelrennen, die im Rahmen der Serie ausgetragen werden, macht die UCI Vorgaben:
- Die Renndistanz beträgt mindestens 50 Kilometer und maximal 200 Kilometer.
- Als Strecke dienen allen Arten von unbefestigten Wegen wie Schotterpisten, Waldwege, Feldwege sowie Kopfsteinpflaster.
- Asphaltierte Streckenabschnitte dürfen nicht mehr als zwanzig Prozent der Gesamtdistanz ausmachen.
- Gras- und Wiesenpassagen sollen vermieden werden.
- Singletrail-Abschnitte sollen auf ein Minimum beschränkt und nur dann in die Strecke aufgenommen werden, wenn sie zur Verbindung anderer Abschnitte erforderlich sind.

## Equipment
Zugelassen sind alle Arten von Fahrrädern, E-Bikes sind nicht erlaubt. Erlaubt sind alle Arten von Fahrradlenkern, diese müssen jedoch aus einem Stück bestehen, Bügelerweiterungen und Triathlonlenker sind daher nicht erlaubt.
Das Tragen eines Helmes ist Pflicht.

## Rennen
Die UCI Gravel World Series ist ein Breitensportwettbewerb, teilnahmeberechtigt sind Fahrer und Fahrerinnen mit mindestens einer Breitensport-Lizenz. Der Start erfolgt getrennt für Männer und Frauen als Massenstart, bei Bedarf in Startblöcken mit individueller Zeitmessung. Die Wertung erfolgt gesondert nach Altersgruppen 19–34, 35–39, 40–44 und so fort. Seit 2024 gibt es eine separate Wertung für die Elite.

## Qualifikationssystem
Die jeweils besten 25 Prozent einer Altersgruppe in einem Wettbewerb der UCI Gravel World Series qualifizieren sich persönlich für die Gravel-Weltmeisterschaften. Außer diesen Fahrern qualifizieren sich die nationalen und kontinentalen Meister direkt für die WM. Im Eliterennen können die nationalen Verbände zusätzliche Fahrer nominieren.
Insgesamt besteht die Serie aus 20 bis 30 Wettbewerben pro Jahr, die weltweit ausgetragen werden. Zur Vermeidung von Überschneidungen wird die Serie an maximal einem Austragungsort pro Wochenende durchgeführt. 